# 李正心
李正心（1935年9月—），男，汉族，上海人，中国天体测量学和大地测量学家，曾任中国科学院上海天文台研究员。